# La Seine Musicale
La Seine Musicale är ett musik- och scenkonstcenter beläget på Île Seguin, en ö i floden Seine mellan Boulogne-Billancourt och Sèvres, i västra utkanten av Paris, Frankrike.

## Programmera
La Seine Musicale öppnade den 22 april 2017 med en konsert av Orquestra Insula, ackompanjerad av Cor Accentus, dirigerad av Laurence Equilbey. Under öppningsveckan, den 21 april 2017, blev Bob Dylan den första artisten att framföra en musikalisk konsert där. Den 8 december 2018 var platsen värd för den slutliga lottningen för FIFA:s fotbolls-VM i fotboll 2019.
Den 20 maj 2021 meddelade Europeiska radiounionen (EBU) och den franska tv-kanalen France Télévisions att platsen skulle vara värd för Junior Eurovision Song Contest 2021. Tävlingen, som kommer att äga rum den 19 december 2021, blir första gången Frankrike är värd för tävlingen och det första Eurovision-evenemanget som hålls i landet sedan Eurovision Young Dancers-tävlingen 1999 i Lyon.